# Íj

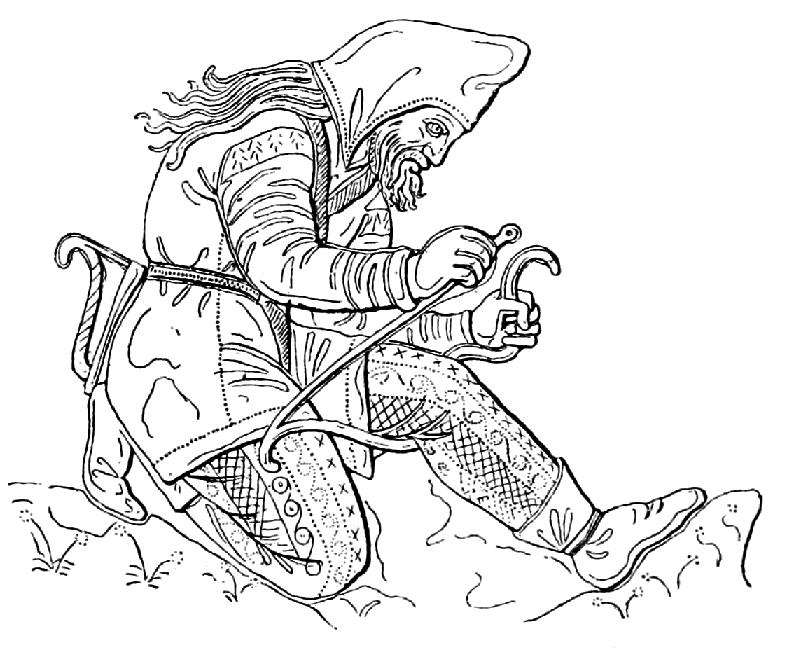
Szkíta harcos felajzza íját

Az íj alapesetben markolatból, rugalmas, hajlékony felső és alsó karokból és idegből álló, nyílvessző kilövésére alkalmas eszköz, úgynevezett „hideg lőfegyver”.

## Leírása

### Története
Az íj és a nyíl az őskorban, a pattintott kőkorszak végén jelent meg mint a vadászat első számú fegyvere. A régészeti leletek tanúsága szerint az őskor embere által használt íj alig különbözött az angol hosszúíjtól (longbow). Az ókor évezredei alatt sok népet tett világhódítóvá az íj. Mai ismereteink szerint először a mezopotámiai népek használták az íjakat, akkor még harci kocsiban ülve. Később már reflexíjakat is használtak. Ezeket a pusztai népek használták előszeretettel, mint pl. lovas íjászok, és nagy sikerrel. Ezek a népek: hettita, szkíta, hun, perzsa, magyar. Kezükben ez a fegyver – főként a középkorban – történelemformáló erővel bírt. A görögök és a rómaiak nem tartották nagyra a távolharcot, mert nem találták férfiasnak, ők a közelharc hívei voltak.

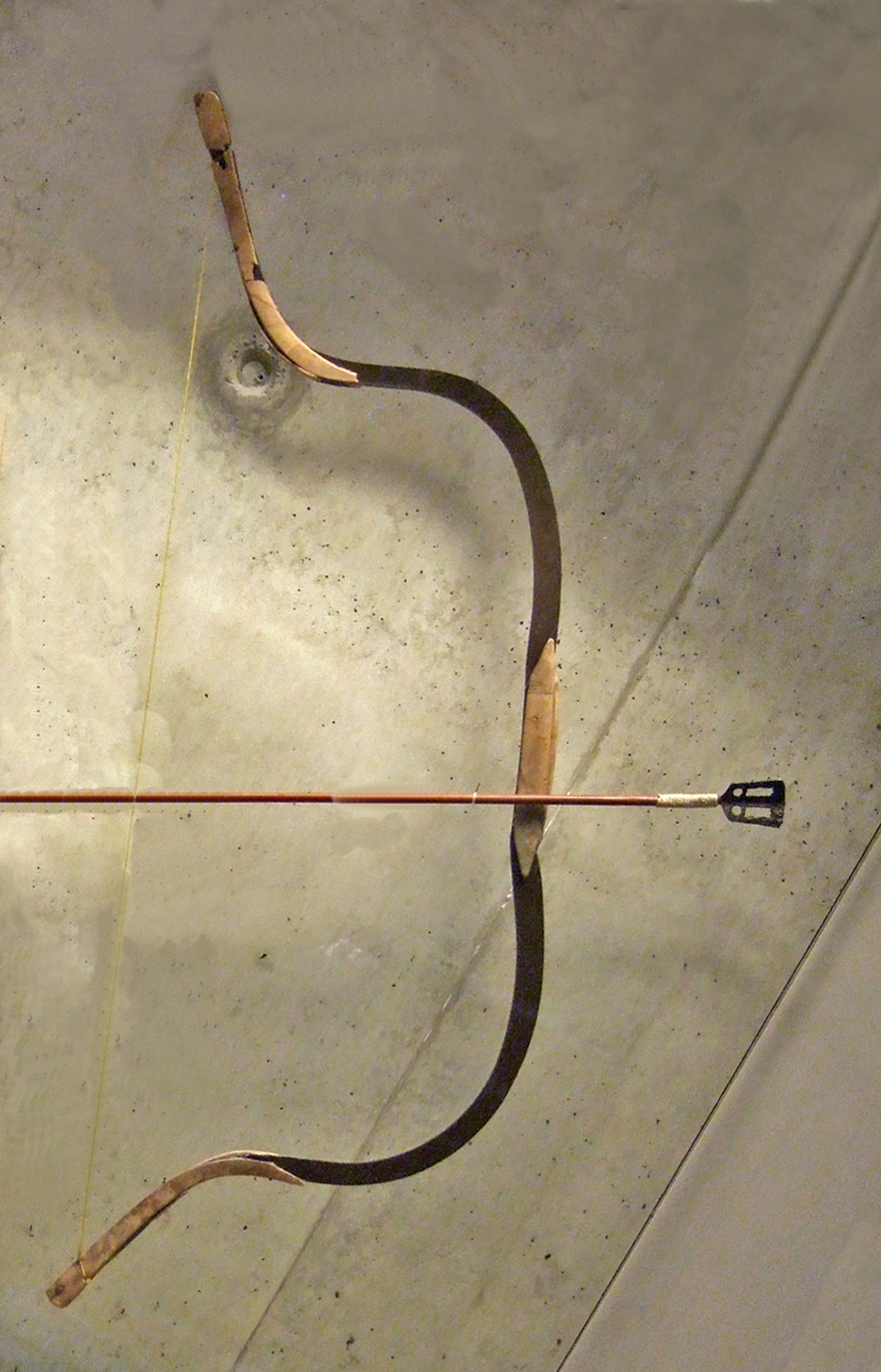
Avar íj

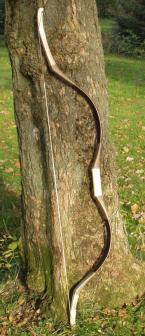
Hun íj

### Az íjtípusok csoportosítása

#### Szerkezetük szerint
1. Reflexíjak (tradicionális reflexíjak, vadászreflexíjak, modern reflexíjak)
2. Hosszúíjak (angol nyelven: longbow)
3. Összetett íjak (csigás rendszerű íjak, oneida íjak)
4. Egyéb íjak (számszeríjak, cheiroballista)

#### Anyaguk/szerkezetük[2]szerint
1. Egyszerű íjak (tovább csoportosíthatók hagyományos és modern elemekre.)
2. Összetett íjak

#### Formájuk szerint

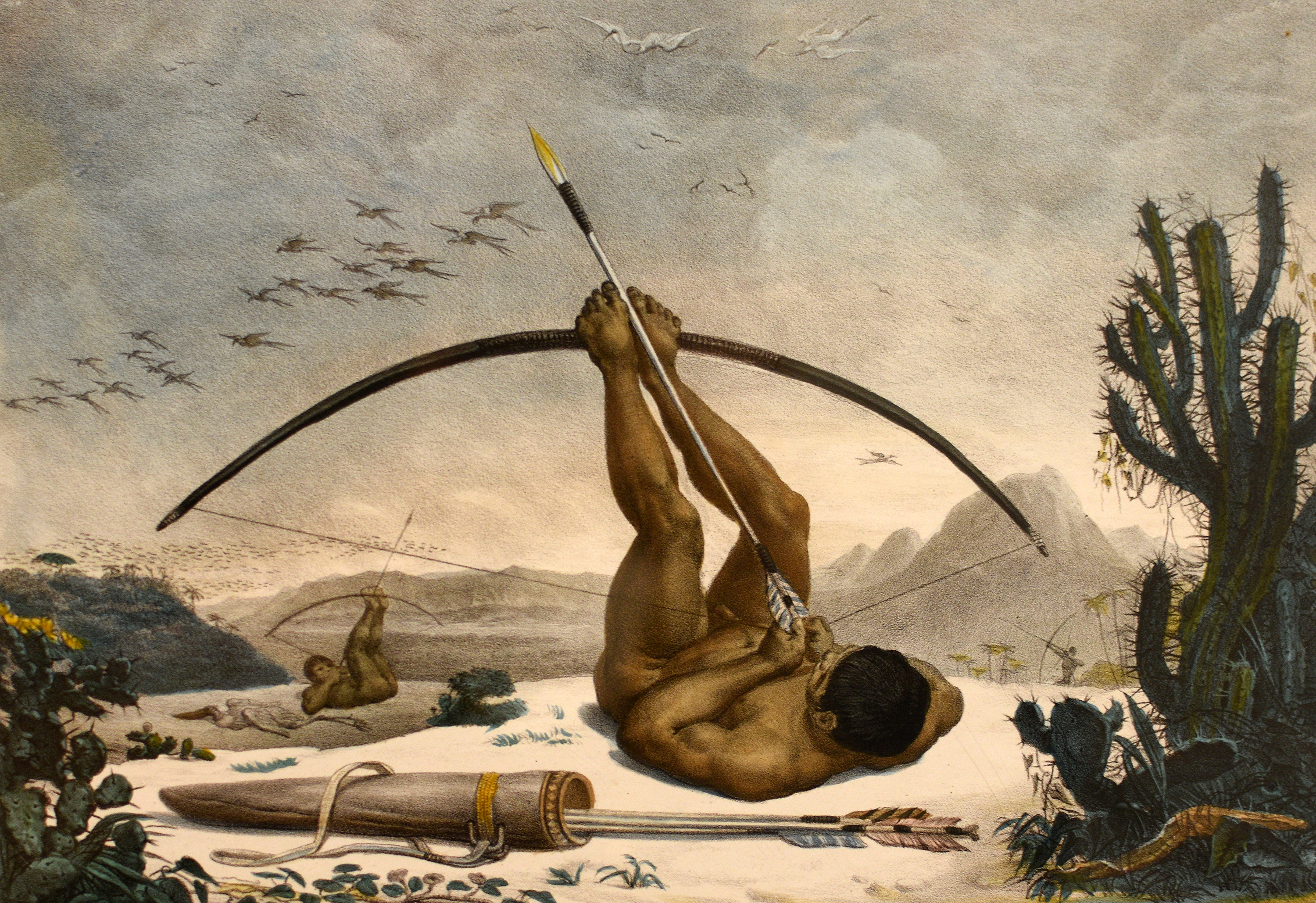
Jean-Baptiste Debret: Caboclo, 1834

1. Botíjak: A botíjak anyaga rendszerint valamilyen rugalmas, a rendszeres hajlító igénybevételt jól tűrő fa, például a közönséges tiszafa (Taxus baccata). A botíjak közül a legismertebb az angol hosszúíj („longbow”), amelyet Walesből eredeztetnek, és többek között a Robin Hood történetek által lett ismert. Az angol íj mérete kb. 180–200 cm, lőtávolsága átlagosan 180–200 m, de különleges, távlövésre készült íjak esetében ennél jelentősen több is lehet. Az íjak élettartama történelmi adatok alapján rendszeres használat mellett 1-2 év volt, viszont múzeumokban találhatók olyan több száz éves példányok, amelyek a mai napig használhatóak maradtak. Ezen íjak elkészítése hozzáértők számára jó minőségű alapanyag esetén nem vett igénybe többet néhány napnál.
2. Reflexíjak

### Az íjak más változatai
A nomád íjak: A hagyományos merev szarvú reflexíjak rendszerint három fő anyagféleség felhasználásával készülnek. A karok belső magja fa, ezt az íj hátán (tehát az íj cél felé néző oldalán) állati inakból, főként a ló, a szarvasmarha és a szarvas lábában található hosszú inakból készített réteg fedi. Ez az ínréteg jól viseli az íj megfeszítésekor fellépő húzó igénybevételt (nyúlás), a fánál megközelítőleg négyszer jobban. Az íjkarok belső (hasi) fedőrétege szaru, amit bizonyos szarvasmarhafajták (pl.: magyar szürkemarha), vízibivaly, kecskefélék tülkéből nyernek. Ez a szaruréteg mintegy tízszer jobban ellenáll a hajlítás során a hasi oldalon jelentkező nyomó igénybevételnek (zömülés), mint a keményfa. A külső és belső fedőréteg halenyvvel van a farétegre felragasztva, amely deformáció hatására nem törik el, hanem képes az alakváltozásra. A halenyvet bizonyos tokfélék úszóhólyagjából nyerik.
Az összetett íjak jellemzője a rugalmas karokra erősített merev íjszarv, ami erőkarként viselkedve megkönnyíti az íjkarok meghajlítását az íj megfeszítésekor. Az íjszarvak keményfából készülnek, egyes esetekben szaru- vagy csontborítással, ami a szarv merevítésen kívül díszítő funkciót is ellát. Ez a szaru- vagy csontborítás az íj markolati részén is megjelenhet, védelmet nyújtva a markolatnak a nyílvessző kilövésekor jelentkező koptató hatással szemben.
A lovasnomád népek (hun, magyar, török, avar, mongol stb.) összetett íjainak átlagos lőtávolsága nagyobb az angol íj kb. 200 méteres lőtávjánál, ugyanis a reflexió eredményeképpen a nomád íjak gyorsabban lövik ki a nyílvesszőt, mint a botíjak. Egy mai, nem az eredeti „recept” alapján készült 40 fontos íjjal el lehet lőni 200 méterre. A nomád népek harci íjai (lásd a Nemzeti Múzeumban rekonstruált íjat) viszont néha még meg is haladták a 80 fontot és nem mellékes, hogy ezen íjak reflexiója jobban kiképzett volt, mint egy vadászíjé. Tehát egyáltalán nem tűnik túlzásnak, hogy a lovasnomád népek harci íjainak az átlagos lőtávja 300-400 méter körüli. A korabeli feljegyzések szerint, míg a honfoglalók nyilai arattak az ellenség soraiban, addig az európai íjászok nyílvesszői félúton földre estek. A nyíl átütőerejét mutatja, hogy a honfoglaló magyarok nyilai a páncélt is átvitték. A valaha dokumentált legnagyobb lőtávolságot egy török íjjal érték el, ez több mint 800 métert jelent (a Boszporusz átlövése).
Az összetett íjak élettartama több év, köszönhetően a szerkezeti anyagok nagyobb szilárdságának. Ezen íjak a felajzott állapotot is hosszabb ideig bírják, mint az egyszerű botíjak. (Egy honfoglaló 6 óránként cserélte a felajzott íját.) A hagyományos visszacsapó íjak elkészítése a különleges anyagok nehéz beszerezhetősége és a bonyolult gyártási folyamat miatt legalább egy évig eltartott, a mai modern anyagokból viszont pár hét alatt elkészülnek.
A Kelet-európai-síkságon az összetett reflexíjak i. e. 700–600 között tűntek fel. Ez a korai, kb. 80 cm hosszú változat az ún. szkíta íj; tökéletesített formája az i. sz. 200–300 között megjelent hun íj, amelynek „normális” lőtávja már 400–500 m volt. Ennek hossza másfél méter körül volt; a karok végeit csontlapocskákkal erősítették meg.
Az íjak húrját állatbelekből készítették; az összetett változatét selyemszállal fonták össze.

### Számszeríj (vagy nyílpuska)
A számszeríj neve a szláv samostrĕlъ szóból származik, aminek jelentése körülbelül: önmagától, azaz önműködően lövő (fegyver). (Lásd például az orosz самострелий (számosztrelij) alakot.) A szó alaki egybeesése a szám, szer, szerszám és íj szavainkkal véletlen, így a magyar szó keletkezése a népetimológia terméke.
Maga az íj lehet rugalmas acél, rugalmas és vaskos fa, üveg- vagy karbonszálas műanyag, rugóval/csavart kötéllel (római kori állványos íj) kombinált csapószár stb. A szár ugyancsak lehet fa, műanyag (erős, de nem kell, hogy rugalmas legyen). Az íj dinamikája a felajzáskor az ideg elcsavarásával fokozható, de csak a kisebb, kézi felajzású számszeríjaknál van jelentősége. A fegyver leggyengébb pontja az ideg, illetve annak középső, a felhúzáskor az agyba beakadó része, ennek fokozott kopása (elpattanás és szakadás) az ezen a 2–4 cm-es szakaszon felcsévélt, vékony acéldrót tekercseléssel erősítve védhető ki, amely elég flexibilis ugyanakkor az ideg dinamikájának követésére.
Vezetősínje révén nem csupán nyílvesszők, hanem akár egészen rövid (~10 cm), acélkúpban végződő, vezetőszárnyas, csökkentett légellenállású, fokozott hatótávolságú „tövisek”, vagy közelre nagy tömegű, nagy átütőerejű 1,8-2m hosszú „páncélfúró” dárdák kilövésére is alkalmas fegyver. A szár agyába épített elsütőszerkezet segítségével az íj előre felhúzható, és ebben az állapotában további erőfeszítés nélkül tartható, ami elsősorban nem az ellövés pillanatának tetszőleges eltolását teszi lehetővé, hanem a fegyver erejének fokozását, mivel így a jóval robusztusabb íjszár felhúzásába vagy a karizmoknál jóval erősebb törzsizmok nyújtotta több energia (csak kisebb számszeríjaknál 70–120 kg-ig), vagy gépi áttétellel segítve (pl: motolla) még extra előfeszítési energia (hadtéri számszeríj 200–300 kg-ig) is bevihető a lövési munkába. A lőtávolság a számszeríj erejétől, a szánhossztól és a használt lövedék típusától függően 300-tól 1200m-ig változhat. A kritikus érték az ellövés csúcssebessége és a lövedék légellenállása az ütőerő és a lőtáv tekintetében.
A felajzás történhet „háromszögeléssel” (erősebb számszeríjaknál) vagy „betöréssel” (kisebb sporteszközöknél). A háromszögelés során hosszú, előhúzó ideget használnak előfeszítésre, majd a végleges ideg felhelyezése után azt egyszerűen leakasztják. A betörés esetén az íj egyik végét a földre (kemény felület) nyomják, miután ráakasztották az ideg egyik végét, majd a szárra ránehezedve azt meghajlítják, amíg a felső íjrészt egy kézzel maguk felé húzva, arra az ideg másik végét felhelyezik. Ehhez a művelethez esetenként hasfalvédő is szükségeltetik. A lövés során (célzás után) csak arra kell ügyelni, hogy az ellövés pillanatában ne mozduljon meg a fegyver, amit az e pillanatra időzített teljes ellazulással (nincs légzés sem) és az elsütőszerkezet finom kioldásával lehet elérni.
A számszeríj egy hideglőfegyver-fajta, nyélre erősített íj, melyet használója külön erőfeszítés nélkül is kifeszített állapotban tud tartani. A nyél továbbá lehetővé teszi a felhúzás és az elsütő mechanizmus megoldását is. A számszeríj így olyan fegyver, melyet a hagyományos íj használatához szükséges erővel és gyakorlottsággal nem rendelkező ember is könnyedén használhat. A számszeríjakat a felhúzás, a kifeszítés mechanizmusa, a lövedék, a felhúzó szerkezet és a felhasználás típusa szerint különböztetjük meg.
A számszeríjakról először Szun Cu A háború művészete (Kr. e. 500) című könyvéből szerezhetünk tudomást, itt erős nyilakat lövő számszeríjakról beszél. Az egyik legkorábbi feljegyzés használatukról a Kr. e. 341-ben lezajlott Ma-Ling-i csatáról szóló elbeszélés. Kínában a Kr. e. 200-as évekre, a Han-dinasztia alatt a számszeríjak (kínaiul: nu, 弩) gyártása igen fejletté vált és széles körben alkalmazták. Néhány szerkezetet épségben sikerült feltárni, melyek Qin Shi Huang (Kr. e. 260-210) császár sírját őrző, terrakotta hadsereg katonáinak fegyverei voltak.
Az ókori Görögországban a Kr. e. 5. században jelent meg a számszeríj, ott gasztrafetésznek (γαστραφετης) nevezték, mely nagyobb erőt képviselt a hagyományos görög íjaknál.

### Íjak adatai
Az íjak vizsgálatakor figyelembe vett adatok:
- az íj hosszúsága
- az íj hosszúsága kifeszítve
- a névleges erő, amit a megegyezéses húzáshosszon (általában 28") ki tud fejteni, ezt fontban mérjük (jele#, 1 font=~0,45 kg)
- az íj hosszúsága felajzva